# Nils Henrik Asheim
Niels Hendrik Asheim (Oslo, 20 januari 1960) is een Noors componist en organist.
Zijn eerste opleiding kreeg hij op twaalfjarige leeftijd. van een oudere componist Olav Anton Thomessen geheten, aan de Norges musikkhøgskole. Als snel was zijn eerste compositie Octopus voor blaasoctet te horen, het is dan 1975. Het stuk kreeg in 1977 in Mikkel Rev. Suite een opvolger. Een jaar later werd zijn compositie Ensemblemusikk for 5 uitgezonden door de European Broadcasting Union. Het werk verdiende een UNESCO-prijs. Vandaaruit vervolgde Asheim zijn opleiding aan het Conservatorium van Amsterdam. Zijn werken neigen steeds meer naar totaaltheaterproducties, behalve dan zijn werk als organist. Daarin laat hij zich soms leiden door improvisaties, zoals te horen is op zijn opname van Zestien stukken voor orgel. Af en toe maakte hij een overstap naar piano.
Asheim schrijft binnen diverse genres van kamermuziek tot werken voor groot symfonieorkest. Vanaf 1991 gebeurt dat voornamelijk vanuit Stavanger, alwaar hij ook een centrum voor hedendaagse oprichtte. Zijn compositie leveren hem soms de Spellemannsprisen op (compositie 19 maart 2004 in 2005 en Mazurka-recreating Chopin in 2010). Vanaf 2012 is hij de vaste organist van de Concertzaal in Stavanger.     
Diverse stukken van hem zijn inmiddels op compact disc verschenen. Zijn muziek haalt daarbij zelden de grote platenlabels, maar wel de gespecialiseerde labels in Noorwegen, zoals Aurora en Kirkelig Kulturverksted.